# 絕代擬雀鯛
絕代擬雀鯛，為鱸形目鱸亞目擬雀鯛科的其中一種，為熱帶海水魚，分布於中西太平洋印尼婆羅洲海域，深度15-50公尺，本魚體延長而側扁，背鰭硬棘3枚；背鰭軟條24-27枚；臀鰭硬棘3枚；臀鰭軟條14-15枚，體長可達6.3公分，棲息在岩礁或珊瑚礁區，單獨或成小群活動，屬肉食性，生活習性不明。

## 擴展閱讀
維基物種上的相關：絕代擬雀鯛